# テイルズ オブ エターニア
『テイルズ オブ エターニア』（Tales of Eternia、略称：TOE / エターニア）は、2000年11月30日にナムコから発売されたPlayStation用RPG。『テイルズ オブ』シリーズの1つ。テイルズ独特の固有ジャンル名は「永遠と絆のRPG」。キャッチコピーは「変われる強さ、変わらぬ想い」。

## 概要
前作までとは違い、イベントにはボイスが大量に収録され、キャラクターは2頭身でなく3頭身。『テイルズ オブ ファンタジア』と『テイルズ オブ デスティニー』のキャラクターも多数ゲスト出演しており、当時5周年を迎えたシリーズの集大成的な作品となっている。
2001年にはテレビアニメ『テイルズ オブ エターニア THE ANIMATION』が放送され、エニックス（現・スクウェア・エニックス）出版の『ガンガンWING』で漫画版も連載された（著者は小池陽子）。2005年3月3日にはPlayStation Portable（PSP）版として移植された。2006年から2007年にかけては同じ世界観のオンラインRPG『テイルズ オブ エターニア オンライン』がWindows用MMORPGとして運用されていた。

## ストーリー
物語の舞台となるのは、二つの世界が平行に存在する“対面世界”エターニア。エターニアは明るく、暖かい気候の「インフェリア」と、その遥か頭上、空の向こうに逆さまに存在する「セレスティア」から成る。
インフェリアの片田舎の村・ラシュアンに住む、リッド・ハーシェルとファラ・エルステッド。二人が村の見晴らし台から天上に広がる世界を眺めていると、ふいに大きな光が降ってきた。
二人が急いで墜落現場に向かうと、そこには、褐色の肌を持ち、見慣れぬ服を着た少女が倒れていた。言葉すら通じない少女に困惑しながらも、ひとまず村長に報告し、その指示を仰ぐことにした二人。しかし村長からは得体が知れないと、少女を村から追い出すように命じられる。
何とか説得を試みようとするファラ。そのとき、突然に村長宅の壁が激しく崩れ、褐色の肌の男が現れる。少女同様に異なる言語を操る男に、訳もわからないままいきなり襲撃されるが、リッド、ファラの二人で何とかこれを撃退する。しかし、騒動を起こしたことで村長は騒動の元でしかないと確信してしまい、結果として三人とも村を出て行かざるをえなくなってしまった。
ここから始まる物語は、やがて二つの世界全体を巻き込む大問題へと発展していくこととなる。そこには、一人の救われない少女の過去があった。

## システム

### 戦闘システム
名称は「アグレッシブ・リニアモーションバトルシステム (A-LMBS)」。このシステムの最大の特徴は、中級以上の術の使用中でも画面が一時停止（術の実行中、敵味方の動作中断）せず、キャラクターが敵味方ともに動作の中断なしで行動できるようになったことである。主人公以外はオートで行動する。そのため作戦システムは細かい選択が可能で、あらゆる状況で敵との距離や使用技など、各キャラクターごとに行動の特性を変化させることが可能。戦略面も進化しており通常攻撃が組み合わせで最大3回まで出せたりなど。戦闘が格段にスピーディになった。
また、HP・TPウインドウのUIを大幅に改装。キャラクターの名称部分を廃止し、代わりにキャラクターのミニグラフィックの隣にゲージと数値を置く個別表示になり、シンプルなものに変更された。これにより、エターニア以前のウィンドウ部分で隠されていたバトルフィールドが透過され、より広大な表現が可能になった。これらは以降のテイルズ オブ シリーズにも導入されており、戦闘システムの基礎となった。

### C.ケイジ
クレーメルケイジのこと。キールとメルディの2つのクレーメルケイジがあり、大晶霊の協力を得ることで様々な術が使えるようになる。また、大晶霊の状態を確認したり、フリンジをして新たな術を発生させることも出来る。
大晶霊の組み合わせによって使用できる術が変化するので、組み合わせによっては特定の術が使えなくなってしまう。また、大晶霊の振り分けを反映させるには一度フリンジする必要がある。フリンジをすると晶霊の活力は平均化される。
晶霊の活力は戦闘で術を使うことでたまっていく。またはアイテムを使って活力を上げることが出来る。活力が高いとその晶霊に対応した術の詠唱時間が短くなり、活力がMAXになれば大晶霊の召喚が可能になる。ただし活力がMAXの時に術を使ったり大晶霊の召喚をすると活力は下がる。

### テクニカルスマッシュ
特定の条件を満たして敵を倒すと「TECHNICAL SMASH + ○%」と表示されることがあり、これが表示されるとアイテム入手率が上がる。
戦闘ランクを上げる、フリンジによってある晶霊術を発生させる、特殊なアイテムを装備する等でテクニカルスマッシュ発生のボーナスが上がる。
テクニカルスマッシュ発生の条件は連続攻撃で倒す・複数の敵を同時に倒すなど、様々なものがある。

### 戦闘評価
戦闘終了後、戦闘内容を100点満点で評価したもの。評価点として以外の役割は無く、高得点を出してもメリットは無い。
これと同じく「称号」も本作では飾りのようなもので基本的に効果は無い（例外でキールの「ドクターミンツ」のみ効果がある）。

### エンカウント
敵との遭遇方式は、フィールド上で敵が確認出来ない「ランダムエンカウント」（一部例外あり）。
また、本作はフィールド上で昼→夕→夜→朝と時間の流れがあり、時間帯によって出現する敵の種類や敵の出現率などが変化する他、時間帯によって町でのイベントが違うこともある。地形によっても敵の種類や出現率は変化する。昼・街道では敵との遭遇率が低く、夜・森では強い敵と遭遇しやすく、夜と森の2つの条件が重なっていると、稀に思わぬ強敵に出会ってしまうこともある。

### キャンプ
フィールド上のどこでも、さらにダンジョンの特定の場所でキャンプができる。キャンプをするとHPが全回復し、フィールド上でキャンプを終えると強制的に昼になる。
また、「キャンプスキット」が始まり、キャラクター達の会話が聞ける。キャンプスキットとは別に「ヒントスキット」というものもあり、こちらはキャンプ中でなくても聞くことが出来る。

### ミニゲーム

#### 料理
テイルズ オブ シリーズ定番のシステムのひとつ。食材を組み合わせて料理をすると、HP回復など様々な効果が得られる。
基本的に一食作るとおなかがいっぱいになり食べられなくなるが、戦闘をこなせばまた食べられる。料理失敗の場合は成功するまで作ることが出来る。失敗した時の方が熟練度の上がりは早い。
リッドやファラなどインフェリア人はインフェリア料理の成功率が高く、メルディなどセレスティア人はセレスティア料理の成功率が高い。また、料理画面で“♪”の表示はそのキャラクターの好物を表しており、好物を食べるとそのキャラクターのみ通常より高い効果が得られる。
料理のレシピを増やすには、町などで色々な物に擬態している「ワンダーシェフ」を探し出すことで習得出来る。
マスター料理というものがあり、同じキャラクターで特定の料理の熟練度をマスターすると習得する。マスター料理は通常の料理より高い効果や特殊な効果が得られる。
「やみなべ」は最初から覚えている料理だが、効果はランダムでダメージを受けることもある。使用する食材もランダム。ただし、他の料理と同じ食材が偶然揃うとその料理と同じ効果をもたらし、レシピを習得していなければ習得もできる。

## 世界観
本作の世界は「エターニア」と呼ばれ、「インフェリア」と「セレスティア」の2つの世界からなる。2つの世界は「オルバース界面」と呼ばれる境界を挟んで向かい合っており、インフェリアから空を見上げるとセレスティアの地上が、セレスティアから空を見上げるとインフェリアの地上が見える。2つの世界の交流は約2000年前から途絶えており、それぞれの世界で独自の文化が栄えている。
また、万物の働きを司る存在として「晶霊」と呼ばれる無生物でも生物でもない霊的な存在がおり、晶霊を利用した技術や学問が発達している。また、晶霊を統括する「大晶霊」も存在しているが、彼らが人前に姿を現す事は滅多に無い。
インフェリア
リッドやファラが住む世界。緑豊かな温暖な気候。水・風・火・光の晶霊がいる。
住人は王族、貴族、平民の3つの階級に分けられ、自らの身分を示すチョーカーを身に着ける事が義務付けられている。階級の高い者ほど質の良い造りで、王族は金、貴族は銀、軍人や公務に就く者は銅の色。平民は男性が木製、女性が布製の造りで、学者は白、商人は緑、猟師は茶、農民は赤の色と決められている。王族や貴族の権力が絶対的なものとなっており、王族や貴族には平民を見下す者が多い。しかし、それが当たり前のことと教えられてきたために不満に思うことはなく、セレスティアのように革命を起こそうと考える者はおらず、平和に暮らしている。保守的な性格の人間が多い。
創造主セイファートを神とするセイファート教が布教しており、政治的な影響力も強い。
交流が途絶えている間にセレスティアに対する誤ったイメージが定着しており、セレスティア人は「満月の夜に角が生え、人を喰らう凶暴な蛮族」とされている。
クレーメルケイジに捕獲した晶霊の力を利用して、魔術的な現象を引き起こす「晶霊術」が発達しており、クレーメルケイジを持つ晶霊術士が存在する。晶霊の力を科学的に利用する技術の研究も進められているが、実用化には至っていない。
なお、インフェリアではクレーメルケイジ製造技術は失われている。
セレスティア
メルディが住む世界。インフェリアとは対照的に気温が低く緑も少なく、常に霧や暗雲が立ちこめているため全体的に薄暗い。地・氷・雷・闇の晶霊がいる。
セレスティア人は額にエラーラと呼ばれる宝石の様な物体があり、肌の色は黒く、公用語として晶霊の言語であるメルニクス語が用いられる。子供でも10歳になれば成人とみなされ親元を離れて暮らす。
セレスティアを支配する存在として領主がいるが、次なる領主の座を狙う革命家達が多数いて争いが絶えない。このことからセレスティア人には実力主義・競争社会的な考えが浸透しており、また、人は皆平等でインフェリア人のように身分などの上下関係もない。セレスティア人にファミリーネームが無いのもこのためである。
鉱物資源が豊富であるために工業が盛んで、晶霊の力を科学的に利用する技術が発達しており、晶霊の力を利用した街灯やポンプなどが街中で普通に利用されている。
しかし、セレスティア人には晶霊術を行使できる人間が殆どおらず、従って晶霊術士は殆どいない。
オルバース界面
インフェリアとセレスティアの中間に存在する境界。このオルバース界面を境にして重力が逆転している。界面にはセイファートリングという巨大な円環状の物体が浮遊している。
セイファートリングの中央には黒体と呼ばれる黒い球体が浮かんでいる。あるときから出現し、徐々に大きさを増している。インフェリアのセイファート教において黒体は、セイファート再臨の予兆とされている。

## 用語
晶霊
精霊と同じような存在だが、ある種の鉱物結晶に宿りやすいという性質から、晶霊と呼ばれる。一般的に知られているものには水、風、火、地、氷、雷の6つの属性を持つものがおり、持つ属性に応じた超常的な力を発揮する。
精神世界の存在のため実体を持たず、物質世界では捕獲しておくことができないが、この鉱物に宿らせることで保持することができ、晶霊を宿らせた鉱物を用いることで晶霊術を発動したり機械を動かしたりすることができる。
大晶霊
晶霊の中でも特に大きな力と自我を持ったもの。身に宿す属性に見合った特徴的な姿を持ち、物質世界にある程度干渉することもできる。その大きな力ゆえ、クレーメルケイジなどの通常の装置では捕らえることができない。また、精神世界の住人である彼らは人間とは価値観が異なり、通常は人間に積極的に関わるようなことはない。
クレーメル
晶霊と同義。
グランドフォール
大崩落とも言う。インフェリアとセレスティアが接近し、やがて衝突してしまう現象。これは、エターニア中の晶霊を取り込み、闇の極光術を完成させようとするネレイドの仕業であった。晶霊にも大きな悪影響が出ており、人間に積極的に協力してくれる理由でもある。
フィブリル
極光術と同義。世界を創るも壊すも自在と言われる表裏一体の神の力。あらゆる属性の晶霊を取り込み、体内でフリンジすることで究極の力を得られる。極光術にはセイファートの「真の極光」と、ネレイドの「闇の極光」の二つが存在し、素質があるものには同属性の極光術は効果がない。
フリンジ
異なる属性の晶霊同士を干渉させ、新たな晶霊術を発生させる技術。
クレーメルケイジ
晶霊を保管することができるケースの一種。中には晶霊を宿らせるための鉱物が入っている。
パラソル
大晶霊を保管できるようにするクレーメルケイジの補助器具。ガレノスの発明品。
メルニクス語
メルディらセレスティア人の使う公用語。インフェリアでは古代語とされる。晶霊術を発動する際、晶霊を活性化させるために使用されるのもこの言語。
英語をベースに発音と表記を変えたものである。人名地名など固有名詞はメルニクス語の発音で表記（例えばメルディの英語表記はインフェリア表記だとMeredyだが、これをそのままメルニクス語発音にするとトゥンディンドゥヤとなってしまう。メルニクス語発音に則ったセレスティア表記で英語表記するとNalrとなる。他にチャットはMoyzm、フォッグはFuzgなど）。
メルディ、もしくは称号「ドクターミンツ」を付けたキールを操作キャラクターにすると、町などにあるメルニクス語表記されたものが読めるようになる。
同社製他作品である『New Space Order』に登場する神聖宗教国の公用語でもあり、フラッシュノベルである NEW SPACE ORDER -link of life- では実際に使用されている。
オージェのピアス
晶霊の力を引き出す特殊な力を持った結晶「オージェ」で作られたピアス。元々は晶霊と心を通わせるためのものだが、晶霊もセレスティア人も同じメルニクス語で話すので作品中では翻訳機として活躍する。しかし心の波長が合わなければピアスは機能しない。
エラーラ
セレスティア人の頭に付いている発光体。簡易照明になったり意思伝達も可能。チャットのエラーラが標準の大きさで、ハーフであるメルディのエラーラは他の人より小さく、位置と形も異なる。
セレスティアに普遍的に存在する地・雷の晶霊の力が人体に影響して形成された器官と思われ、アイメンのククロルによれば寄宿晶霊が生体イオンの変化に反応しているらしい。キールはオージェに似た特性を持つ結晶物質と考えている。
リバヴィウス鉱
晶霊の力を増減させるとても珍しい鉱石。銀色に輝く美しい鉱石で、ファラ達は星のカケラと呼んでいた。他に邪悪なものを封じる力がある。
バンエルティア号 (Van Eltia)
セレスティア七大秘宝の一つ。メルニクス時代に製造された。大海賊アイフリードの旗艦であり、現在の所有者はチャット。本来は様々な機能が搭載された万能艦であり、海を航行することはもちろん、海へ潜ったり、空も飛ぶことが可能だが、チャットに受け継がれた時には海上航行のみの初期状態に戻っていた。
「バンエルティア」という名前はwealthをそのままメルニクス語発音で読んだもの。
チョーカー
インフェリア人が己の身分を提示する為の首飾り。材質や色で性別や職業などの情報が分かるようになっている。
階級の高い者ほど質の良い造りで、王族は金、貴族は銀、軍人や公務に就く者は銅の色。平民は男性が木製、女性が布製の造りで、学者は白、商人は緑、猟師は茶、農民は赤の色。
ナマオロチ
インフェリアに伝わる怪談話。本当に恐ろしいらしいが、作中で語られることはない。
ウィス
UNOのような物。イベントで入手した後、遊ぶことができるミニゲーム。特定の条件を満たすと称号が手に入る。「ウィス」はメルニクス語で「1」の意。テイルズ オブ エターニア デスクトップアクセサリーズのゲームとしておよびテイルズ オブ モバイルでも配信されている。
ラシュアンの惨劇
10年前、最果ての村ラシュアンで起こった事件。ファラの父・ノリスがファラ達を探しに入ったレグルスの丘で、封印が解けたネレイドの一部に乗り移られ、怪物となってしまい、ラシュアン村を襲撃した。この事件で、リッドの父・ビッツとノリスを含む住民の半数が亡くなった。

## 登場人物

### 主要人物
リッド・ハーシェル (Rid Hershel)
声 - 石田彰
インフェリア人 / 18歳 / 身長178cm / 体重62kg / スリーサイズ 86-73-90
本作の主人公。インフェリアのラシュアン村に住む猟師の少年。ファラとキールは同じ村で育った幼馴染。空を見上げているのがお気に入りで、平穏で静かな生活を望んでおり、猟師として分相応な生活を求めていたが、メルディと出会いファラに連れられて一緒に旅に出ることになる。
前述通り変化を嫌う保守的な性格で、「食べたいときに食べたいだけ食べる、寝たいときに寝たいだけ寝る」「何も起きず平穏ならそれが一番」というリッド節が信条だが、他のメンバーが緊迫している状況でもしばしばこれが出てしまうため、周囲から呆れられることも少なくない。冷静ではあるが、どちらかというと脳天気な性格である。口癖は「○○っと!」。
幼馴染のキールとは皮肉を言い合うなど口喧嘩が絶えないが、彼の目線からの幼少期の過去を知ったことで彼の内面を気遣うようになり、皮肉もあまり言わなくなった。
食べることに関してかなり意欲的。お化けや怪談が苦手。音痴であり、歌を歌った時はファラから「それは音楽じゃない」と言われてしまった。
剣術に天賦の才を見せ、腕前は達人からも認められるほどであり、単純に身体能力も極めて高く、過酷な修行で実力を得ているファラにもひがまれたことがある。“神の力”である「極光術」を扱うための素質（「フィブリル」と同義）を持っており、メルディに触れると虹色の光が出る。
他のシリーズ主人公たちと比較しても「他人との干渉を拒む」「平穏を望む」という性格は異例であり、彼らとは違った人生観を持っており、パーティの中でも最も常識人に近い。しかし、アイメン崩壊やレイスの死を経て少しずつ自分のなすべきことを模索し始める。さらに「極光の試練」では猟師として自分が「狩る側」であり、命を奪いながら生きているという事実や、身近にいながらも気づかなかった近しい者が持つコンプレックス、過去のラシュアンの悲劇の真実、そして敵であるシゼルにもまた、正義があるということを知る。これらの経験を通して正義を押し付けるのではなく「理解する」ことを学び、世界を巡って自分の道を見出していく。大切な人を守ること、そして何より「自分が生きるために」戦うことこそが自分の理由であると悟る。
剣・槍・斧を装備可能。
ファラ・エルステッド (Farah Oersted)
声 - 皆口裕子
インフェリア人 / 17歳 / 身長161cm / 体重46kg / スリーサイズ 83-58-84
本作のヒロイン。ラシュアン村育ちの農家の娘。リッドとキールとは幼馴染。普段は畑仕事を手伝っている。料理上手で彼女が作るオムレツはリッドの好物。口癖は「イケる、イケる!」。表面的には正義感が強く、元気で快活な少女。しかしその胸の奥には、幼い頃に関わった“ラシュアンの惨劇”という事件が背景となった強いトラウマも抱えている。そのため、意識的にしろ無意識的にしろ、自身の幸福を禁じ、病的なまでに他者に尽くそうとする傾向がある。レイスにその事を指摘され過去の傷から目を逸らしている己に気付き、過去の自分と向き合うようになる。
そそっかしいところがあり、本人が良かれと思ってお節介をやいても空回りして結局トラブルメーカーになりがち。その都度尻拭いをさせられる事になったため、リッドは彼女のブレーキ役になっているが、ファラのアクセルが強すぎるのとリッドのかけるブレーキが弱すぎる事が影響して、結局ファラを止める事が出来ない事が多い。
親分肌であり、幼馴染のリッドやキールからは恐れられつつも何だかんだで慕われている存在。女の子らしい一面ももちろんあり、日焼けを気にしたりアレンデ姫の体型に憧れたりと、年相応な悩みを口にすることも。
戦闘スタイルが格闘で実力でリッドに勝つために村の近所にあるレグルス流の格闘道場に通っていた経験から徒手空拳での戦闘や体術・気功術に長け、籠手やブーツによる殴打・蹴撃技や闘気の応用を駆使して戦闘するが肝心のリッドを超える実力は得ていないと自覚しており、キャンプスキットでも僻んでいることがあった。また気功による癒しの術も扱える。
特技、奥義による連携は無く、地上技、対空技、空中技、強打技で連携となる。OPでは大型のモンスターを一発で蹴り飛ばす荒業も披露する。
格闘家にもかかわらず格闘家では珍しく服が空手着でなく赤と橙色と桃色ロングスカートワンピース。
キール・ツァイベル (Keel Zeibel)
声 - 保志総一朗
インフェリア人 / 17歳 / 身長174cm / 体重51kg / スリーサイズ 80-70-79
リッドとファラの幼馴染。7歳のときに両親と共に生まれ育ったラシュアンを去り、学問の町ミンツに移り住み、リッドやファラとはそれ以来顔を合わせていない。13歳で学問の才能を見出され、ミンツ大学に飛び級で入学。現在は同大学の最難関こと光晶霊学部に所属する学士。
黒体に関する学説を唱えたが、セイファート教徒である学長のカーライルに邪説と言われ、休学処分になった。自分の学説が正しい事を証明する為、リッド達と同行する。
昔から運動神経は鈍く泣き虫で、活発なリッドとファラにからかわれるのがお約束だった。そんな自分に幼い頃から劣等感を持っていたような一面も垣間見え、彼がもともと学業に没頭するのもコンプレックスを取り払うために他のメンバーと比べるとあまりにも体力不足が目立つ。また女性の色気に弱くアニメでは鼻血を2回も出した。ただし、旅の間でも徹夜で勉学に励むことからタフなところはある。
その一方、知識欲は非常に旺盛で、大学に飛び級入学するだけあって並外れた頭脳を持つ。しかし知識のほとんどを百科事典の丸暗記で得るなど、理論面に偏重し、融通がきかない一面もある。何かことが起きる度に滔々と専門事項について解説する衒学趣味の癖もある。しかし、あらゆる憶測を全く信じないがゆえに勘が鈍くなり、序盤はそのことでパーティメンバーの足を引っ張ることになる。
嫌いなものは辛いもので、幼少の頃、ファラによってタバスコを無理矢理飲まされたのが原因。辛いのが多いセレスティア料理も口に合わない模様。
当初はメルディの事を自分の出世（王立天文台に就職するという夢）のために利用価値がある、くらいにしか認識しておらず、ファラに咎められるような態度を取ることもしばしばだった。しかし共に旅を続けていく中で、自分に学びの機会を与え、そしてそれを手伝ってくれたことでメルディに感謝の念を持つようになり、徐々に打ち解けていき、リッドやファラでも気付かないくらいの些細な体調の変化や無理をして動いていることにも気づくようになる。
物語の中で主人公であるリッドは始めからある種達観した人生観を持っており、それに対してキールは理屈っぽく、自己保身しか考えていなかった。しかし、メルディという「不可知なるもの」との出会いから少しずつ彼らの世界が変わっていく。
晶霊術の使い手で、様々な攻撃術や回復術を習得する。一部の術を除き使用できる晶霊術はメルディと共通している。クレーメルケイジに入れた大晶霊の組み合わせによって使用できる晶霊術は大きく変わる。
『テイルズ オブ ファンダム Vol.1』の「晶霊探偵! 〜キール・ツァイベル最後の事件?〜」では準主役を務めている。
メルディ (Meredy)
声 - 南央美
インフェリア人（父）とセレスティア人（母）のハーフ / 16歳 / 身長157cm / 体重45kg / スリーサイズ 80-56-82
褐色の肌に紫の髪と瞳を持つ少女。セレスティアの著名な晶霊技師ガレノスの弟子で、技師の卵。暢気な性格とは裏腹に彼女自身も晶霊術の才能があり、異常なまでの記憶力を持っている。彼女の両親もガレノスの下で研究を行っていた。
クレーメルクラフトという飛行機械に乗って対面世界セレスティアからインフェリアへ渡ってきたが、ラシュアンの森の中に墜落し、リッドとファラに助けられる。しかし、セレスティアの公用語は「メルニクス語」という、インフェリアでは古代語とされる特殊な言語であるため、リッド達と出会ったときは言葉すら通じなかった。モルルに住んでいるマゼット博士からオージェのピアスをもらうことでやっと仲間との意思疎通が可能になり、エターニアの危機を訴え、リッド達に世界を救うための助力を求めた。
少々片言なしゃべり方をする。中でも特徴的なのが「バイバ!（驚きを表す言葉。メルニクス語の英語表記ではwow）」「ワイール!（喜びを表す言葉。メルニクス語の英語表記ではcool）」など。また、「○○の○○」が「○○が○○」になっている。この片言なしゃべり方はメルディ特有のもので、セレスティア人のしゃべり方が特殊な訳ではない。キールに言葉遣いを直すようしょっちゅう注意されているが、なかなか直らない。メルディを先頭にしたときに読めるメルニクス語の訳もかなり怪しい。
普段着ているピンクのワンピースは、旅立つ前にファラが着せたお古。元々着ていたセレスティアの服の上からすっぽりかぶっている状態。元々セレスティアで着ていた服は真っ白いワンピースである（首元から見える白い襟のようなものはワンピースについているレースで、裾からはみ出ているレースも同様）。この服装は序盤とオープニングで少し見ることができる。セレスティアではよく着ていると言われているが、彼女以外で似たような衣装を着ているセレスティア人を見ない。
リズム感覚に優れており、何かとよく踊り出す。ジイニではダンスのミニゲームまで登場した。
かつて実の母親から人体実験を繰り返された挙句に捨てられた経験から、他人から見捨てられることを極度に怖れる面がある。また、バリルとの関係をなかなか皆に言い出せなかった。彼女の言動が年齢の割りに幼いところがあるのも、過去の傷が影響している。
“闇の極光”の素質を持っている。そのため“真の極光”の素質を持つ者（リッド、レイス）に触れると反発が起こり、「フィブリル」と呼ばれる虹色の光が発生する。
いつも友達のクィッキーを連れており、戦闘時には晶霊術を使うほか、クィッキーも攻撃に参加する。彼女の武器はクィッキーに指示を与えるための笛。
セレスティア出身の為、父親の姓（バリル）は受け継いでいない。
クィッキー (Quickie)
声 - 住友優子
学名 ポットラビッチヌス / 身長15cm（耳12cm・しっぽ45cm・全長72cm） / 体重200g
第1主要マスコット。メルディのペット兼親友。鳴き声は名前の通り「クィッキー」であり、リッドからは「分かりやすい名だ」と言われていた。危機をいち早く察知したり、人の言葉を理解しているなど知能は高めであることからスキットにて珍味なことを話している。スキットではクィッキー占いなるものがあり、戦闘時にてメルディの通常攻撃はクィッキーが担当している。テクニカルリングを装備すると、より自在にクィッキーを操作できるようになる。
チャット (Chat)
声 - 野田順子
セレスティア人（ただし、曽祖父であるアイフリードの妻がインフェリア人であったとする説もあるため、多少の混血である可能性は高い） / 12歳 / 身長146cm / 体重38kg
セレスティアの海賊。かつて世界中を荒らしまわったと伝説に名高い大海賊・アイフリードの4代目の子孫。チャームポイントは体に合わぬ大きな海賊帽。その服装や金色の短髪、海賊という肩書きなどから一見男の子のように思えるが、実は女の子でありボクっ娘。フォッグには何度も自分は女だと主張しているが、坊主と言われてしまう。とはいえ、アイラに続いてフォッグの「アレ」を多少通訳することができるようである（キャンプスキットにて）。パーティとの初対面時に、キールから「砂場で宝探しでもするのかい？」と皮肉られたことを「砂場ならありがたいが、かなり難しい場所にあるんで困りますよ」と皮肉で返すなど、大人びた口調で常に丁寧ではあるものの、ときに慇懃無礼ともいえる態度を取る。
先祖のアイフリードに強く憧れており、彼のような立派な海賊になりたいという夢を抱いている。両親は健在だが、海賊を快く思っていない模様で、彼女からは反感を持たれているが、密かに彼女に協力している。
俗に言う機械フェチである。彼女の小屋はアイフリードのトラップや独自の改造でからくり屋敷と化している。理解不能なセンスと奇抜すぎる改造手法は、血筋以外の何者でもない。機械に関しての知識はあるが、暗算は苦手。
愛する機械を毛だらけにする動物全般が苦手で、特にバンエルティア号を隅々まで走り回るクィッキーは天敵。好きな食べ物は甘いもの。
メルニクス時代の遺産であり、アイフリードの形見でもあり、セレスティア七大秘宝の一つにも数えられる万能艦「バンエルティア号（「富」という意味。メルニクス語の英語表記ではWealth）」を操り、先祖の遺した財宝を探している。チャットの小屋をくぐり抜けてくるほどの実力を備えたリッド達を子分とし、彼らの旅に加わる事になる。なお、彼女を戦闘メンバーに加えずにゲームを進めることも可能である。また一時加入であるレイスを除くメインメンバーで唯一カットインがなかったが『テイルズ オブ ザ ワールド レディアント マイソロジー3』にてカットイン及び秘奥義が初めて追加される事になった。
戦闘時にはバッグを振り回し、ピコピコハンマーを始めとする海賊道具を駆使して戦う。メンバーで唯一カウンターが可能、またアイテム硬直がほかのキャラクターの三分の一程度。
フォッグ (Fog)
声 - 江原正士
セレスティア人 / 38歳 / 身長185cm / 体重92kg / スリーサイズ 118-100-120
セレスティアの自由軍・シルエシカのリーダー。常識外れの頑丈さや無尽蔵な体力などから「不死身のフォッグ」の異名をとる。実際に大晶霊であるヴォルトに不用意に触れたり、シゼルの直撃を受けたりしても壊れない肉体だった。
屈強な体格から受ける印象通り、豪放磊落な性格で細かいことには全くこだわらない。どんな苦境も豪快に笑い飛ばして突き進むポジティブ思考の持ち主だが、深く考えるのが苦手で、ボキャブラリーの不足から会話の端々がしょっちゅう「おぅ」「アレ」になってしまう。また、他人の心情を察する、などの細かい気遣いも不得手。それでも、天性のカリスマ性や器の大きさで、シルエシカメンバーからは深く慕われている。だが、自由軍の実務は内外を問わず、副官のアイラがほぼ全面的に請け負っている。
絵師の妻・リシテアがいるのだが、その妻はある事情から数年前に放浪の旅に出てしまい、現在は行方不明である。
妻の帰りを待つ間、彼女が可愛がっていたミアキスのデデちゃんを溺愛している。自由軍の合言葉は「ミアキスを胸に」になってしまっており、団員の証のバッジもミアキスをかたどっている。
がさつな性格だが、博識でキールの考察していた小難しい内容にもあっさりと意見を出し、「幼稚園の時に暗記させられた」と言ってキールを驚かせた。
ヴァンスという親友がいたが過去の戦いで死亡している。妻が放浪の旅に出てしまったのはその事に関係している模様。
武器は強力な破壊力のある大きな晶霊銃（バズーカ）で、打撃用武器としても使用する。
特定のイベントにて一時的に仲間になるが、それ以外ではパーティに入れておくかをいつでも選べ、一部のイベントに影響する。
デデ (dede)
声 - 住友優子
学名:ミアキス / 性別:不明
第2主要マスコット。フォッグのペットの仔ミアキス。行方不明のフォッグの妻･リシテアが残してった生物でフォッグはリシテアの代わりに溺愛している。元々フォッグがリシテアに贈った生物でフォッグから『デデちゃん』で呼称される。好物がピクルス抜きハンバーガー。
レイス / レイシス・フォーマルハウト (Race / Rassis Fomalhaut)
声 - 磯部弘、安田美和（幼少期〈ドラマCD〉）
インフェリア人 / 25歳 / 身長182cm / 体重76kg / スリーサイズ 92-77-99
レイスの名でリッド達の前に現れた謎の商人。本名は「レイシス・フォーマルハウト」。その正体はインフェリア王国の元老騎士で、セイファートキーの導きに従ってインフェリア中を旅して回り、その過程でリッドらに注目するようになる。
かなりの美形で、幅広の帽子とその帽子に挿したドエニスの花がトレードマーク。
現在のインフェリア王・グルノーレ二世の隠し子であり、庶子。その妾である母・ロナは王の正妻であるセルディア王妃によって服毒自殺に追い込まれている。これが原因で、王も王妃も彼に対して少なからず負い目を感じており、元老騎士という高い位を与えている理由の一つになっている。また普通なら王と王妃を恨んでもおかしくないだろうが（否恨んでいるが）表に出さないのは、王の生き方を否定するのは母を否定するのも同然、と考えているからである。
リッド達と出会い、王は絶対ではないという思いを強くするが、一時は迷いがありつつも王命に従い敵対することになる。しかし世界を救うために行動するリッド達に協力しようと決意し、彼らを追いセレスティアへと向かう。
“フォーマルハウト”という姓は、平民出身だった母・ロナが後宮に入るときに、王から与えられた「伯爵夫人」の爵号。元々の母方の姓は“ウィンディア”である。インフェリアでは一般に“レイシス・ルエイン”として名が通っているが、これも上記のような複雑な事情を含んだ上での偽名である可能性も高い。
物腰や振る舞いからは想像もつかないが、セレスティア料理を気に入るほど味オンチで珍味好き。好物は「えびのしっぽ」でじゃりじゃりした食感がたまらないらしい。これはファラも同様で不味いと言うリッドに対して本人曰く「大人の味」。
リッドとは違い細身の剣を扱い、盾は持たない。しかし、正統な教育を受けた剣術の腕はリッドを遥かに上回り、リッドと同じく「フィブリル」と呼ばれる「極光術」の素質を秘めている。
シゼルの闇の極光術をリッド達の身代わりに喰らい、同じフィブリルを持つリッドにセイファートキーを託し、死亡してしまう。リッドにとって、知識も剣術も、全てが自分を越えており、敵であったレイスの死は大きな衝撃を与え、彼の後の生き方の変化に繋がっている。
死後、リッドがセイファートの試練を受ける際には「セイファートの使者」と名乗るレイスと瓜二つの人物が現れた。
PS2版『デスティニー』で彼の帽子をかぶったモンスターがいる。彼の技のパロディ的な技「ひゃっほう壁（極光壁のパロディ）」を使う。
外伝では出番が多く、『ファンダム Vol.1』では本来面識のないチャットやフォッグやアイラとの会話もある他、『テイルズ オブ ザ ワールド なりきりダンジョン2』『テイルズ オブ ザ ワールド なりきりダンジョン3』では最後までパーティーから離脱しない。また『ファンダム Vol.1』ではチャットの母親が美人（子どもの頃の姿がチャットそっくりだったにもかかわらず、現在の肖像画を見た3人が同一人物と信じられないほど驚いていた）だったため同じく将来有望であろうチャットに対して「育ててみるか」と危険な発言をし、リッド、キールに「レイスは時々怖い」と評されている。

### 大晶霊

#### インフェリアの大晶霊
ウンディーネ
声 - 住友優子
「水」の大晶霊。落ち着いた女性の姿をしている。穏やかな物腰で、大晶霊達をまとめるリーダー的存在。三つ又の槍・トライデントを愛用する。召喚すると、水圧を利用した連続攻撃を敵に与え、戦闘メンバーのHPを全回復してくれる。
スキットでメインキャラクターたちの子供時代に出した手紙を読む。どこで入手したものなのかは不明。
なお、ウンディーネとイフリートの担当声優である住友、稲田は以降のテイルズ オブ シリーズにも同じ精霊役で出演している。
シルフ
声 - 町井美紀
「風」の大晶霊。背に羽を持った、幼い少年の姿。中身も非常に子供っぽい性格で、のんびりしたノームとはテンポが合わず、苦手に感じている。武器は主に弓矢を使用するが、召喚術では敵を一点に集めて吹き飛ばす技を使う。
イフリート
声 - 稲田徹
「火」の大晶霊。筋骨隆々とした男性の姿を形成する。豪快かつ荒っぽい性格。セルシウスに好意を抱いているが、なかなか受け入れてもらえずにいる。召喚術では炎を纏った巨大な岩で敵を潰す。本来脚はないのだが「クレーメル・ケイジ」に入って縮小化しているときには脚がある。繊細で短慮な一面があり、シルフいわく「ボクみたいに大人じゃない」。
レム
声 - 町井美紀
インフェリアの根元精霊を統括する「光」の大晶霊。六枚の羽を生やした高貴な女性の姿。水・風・火の大晶霊を介さない限り、姿を現すことはない。「光の橋」を管轄しており、資格があると判断したものをインフェリアからセレスティアへ送っている。リッド達を送った後、レイスもこれでセレスティアへと送った。
召喚すると、上空からの癒しの光でパーティ全体のTP以外（HP・状態異常・戦闘不能）のステータスを完全回復させる。

#### セレスティアの大晶霊
ノーム
声 - 石川英郎
「地」の大晶霊。他の大晶霊と比べると少々可愛げな格好をしている。大きな鼻とナイトキャップが特徴。とことんマイペースでおっとりしており、特にシルフとは反りが合わない。召喚術では地面から飛び出して敵を上空に巻き上げて地面に叩きつけ、毒状態にすることがある技を使う。
セルシウス
声 - 野田順子
「氷」の大晶霊。長髪で人間の少女に近い外見。暑苦しいアプローチをしてくるイフリートが苦手で毛嫌いしているが、大晶霊としてそんな苦手意識を持ってしまう自分を恥じる一面もある。グランドフォールの影響で我を失い町を凍り漬けにしていたが、本来は雪山に迷い込んだ人を助けるなど、人間を大切に思っている。
戦闘では氷の晶霊術の他、格闘技も得意とし、拳打に凍気を組み合わせた技を使用する。
プレイヤーの間では人気の高い晶霊であり、第1回人気投票では4位にランクインした（第2回では9位、第3回では20位、第4回では29位）。テイルズ オブ シリーズの外伝作品にもたびたび登場しており、『テイルズ オブ ザ ワールド レディアント マイソロジー2』『テイルズ オブ ザ ワールド レディアント マイソロジー3』『テイルズ オブ ザ レイズ』ではプレイヤーキャラクターとして使用できる（声優は『2』では水城レナ。『3』『ザ レイズ』では本来のキャストである野田順子となっている）。
ヴォルト
声 - 高塚正也
「雷」の大晶霊。電気を帯びた球体を形成する。機械的で片言の会話が特徴的。フェイスチャットには出演しない。
召喚術では、電撃を放ちながら敵全体を攻撃し、さらに大量の小ヴォルトを分散させて追撃してマヒ状態にする事がある技を使う。
シャドウ
声 - 江原正士
セレスティアの根元晶霊を統括する「闇」の大晶霊。双刃の槍を振るう騎士の姿で現れる。レムと共に、リッドに強力な剣・エクスカリバーを授ける。隠し晶霊扱いで、契約しなくてもストーリーは進む。

#### 高位大晶霊
マクスウェル
声 - 青野武
全ての晶霊を統括する「元」（元素）の大晶霊。飄々とした老人のような姿。入るクレーメルケイジを間違えたりと、少々お茶目なところもある。シャドウと同じく隠し晶霊。
ゼクンドゥス
声 - 塩沢兼人
隠された「時」の大晶霊。詳細はゲストキャラクターの項を参照。

### 敵キャラクター
シゼル (Sidsel)
声 - 伊倉一恵
セレスティア人 / 年齢不詳 / 身長171cm / 体重59kg
バリルの妻でセレスティアの実権を握る女性。ガレノスの下でアシスタントをしている時にバリルと出会う。バリルと結婚しメルディを産むが、幸せも長くは続かず当時の総領主ビリアルにより、目の前でバリルを殺害された。その際闇の極光が開花してビリアルを倒すが、ネレイドに精神を乗っ取られる（シゼルの精神はネレイドの意識に抑えられているとのこと）。
以後は人間的な感情を失い、自分の存在を隠すために死んだバリルを総領主にし、バリルの唱えた「非物質世界への回帰」というスローガンを「物質世界の破壊（グランドフォール）」という歪んだ方法で実現しようとする。さらに、実の娘であるメルディや（ネレイドに操られていたとは言え）裏切り者のヒアデスに対して人体実験を繰り返し、挙句メルディをあっさりと捨ててしまう。
リッドの「真の極光」によってネレイドの呪縛から放たれた彼女は、グランドフォールを止めるため、メルディに代わって闇の極光を使い、命を落とす。
本作のラストボス。都合3回戦うことになり、登場や存在が発覚するのは中盤から。敵として登場するが、ネレイドに操られているだけで、ラストボスとして登場する際もネレイドに操られた状態で戦闘する。また、セイファートの試練の際に一度だけ操作キャラクターになる。その際はビリアル軍から必死でメルディを護る「母」の面を見せ彼女にも「正義」があることをリッドが知ることになった。
『テイルズ オブ ザ レイズ』では、一時操作ではない本格的なプレイアブルキャラクターに昇格。
ヒアデス
声 - 高塚正也
セレスティア人 / 54歳
元・バリルの忠実な補佐官。序盤から終盤にかけて登場し計3回戦うこととなる。生来、気は小さいが優しい性格で、幼いメルディの面倒を見ていた。しかしビリアルに娘を人質に取られたため、やむを得ずバリルを裏切る。シゼルが闇の極光を覚醒させた後は、その裏切りを理由に闇の極光の実験を受けさせられ、結果人間としての感情を失い、シゼルの邪魔をする者を殺す狂気の殺人鬼となってしまった。
物語では方法は不明だがインフェリアまでメルディを追いかけ、ラシュアン村村長宅を襲撃。また、アイメンを壊滅させ、住民をほぼ皆殺しにした。最後の登場では、晶霊砲を占拠しようとしたインフェリア軍やシルエシカにもかなりの打撃を与え、駆け付けたリッドたちによって倒された。その都度リッドらと戦うことになるが、回を重ねるごとに段々と怪物化していき、最後の戦いでは完全なモンスターと化している。

### サブキャラクター
トランソム・バリル
声 - 新田三士郎（ドラマCD）
インフェリア人
セレスティアの総領主であり、メルディの父。リッドの父ビッツ・ハーシェル、レイスの母ロナ・ウィンディアとは幼馴染みで、3人ともラシュアンの出身。また、メルディの語るキャンプスキット「チビとノッポとヒメの恋物語」でノッポとは彼の事である。
王立天文台で光の橋の研究をし、その実証として実際に光の橋を使い、単身セレスティアに向かうが、その時に深い怪我を負い、シゼルに助けられる。その後ガレノスの下でシゼルと共に研究に励み、やがてシゼルと結婚。メルディをもうける。
光晶霊術士としての才能を当時の総領主ビリアルに認められ地方領主となり、そこで平和のために尽力し多くの賛同者を得るが、そのためにビリアルに危険視され、謀殺される。すでに死んでいるにもかかわらず総領主とされているのは、シゼル（ネレイド）の隠蔽工作のためである。現在、ミイラと化した亡骸はバリル城に安置されている。
セレスティアへ渡ったきりインフェリアには戻らなかったため、現在インフェリアでは「セレスティア人の餌食になった」と考えられている（文言としては間違ってはいないが、これはセレスティア人に関する誤った解釈による考察であり、ビリアル一個人を指すものではない）。
彼の唱えた“非物質世界への回帰”とは、「人間は心も大事である。物欲を捨て争いはなくそう」程度のニュアンスで、平和を訴えたものだった。アイメンの図書館では彼が書いたと思われる書籍がある。
ガレノス
声 - 青野武
セレスティア人 / 76歳 / 身長165cm / 体重58kg
セレスティア随一の天才晶霊技師。クレーメルエンジンやエラーラ電話を始め、メルディがインフェリアに向かうために乗ったクレーメルクラフト、大晶霊をクレーメルケイジに捕獲する際に用いるパラソルなど、彼の発明による製品は多岐に渡る（ただし、クレーメルクラフトのみ改良を担当。もともとはバリルがインフェリアへ戻るための手段として考えた物）。
メルディが母親に捨てられてからは、彼女を引き取って育ててきた。現在はメルディの師匠として、彼女に研究を手伝わせている。かつてはシゼル、バリルの二人も彼の弟子だった。
シルエシカと協力し晶霊砲を、のちにインフェリア軍の力も借りてフリンジ砲を完成させた。
ゲーム本編のその後を描いた小説版では、メルディをかばい死亡した。
ロエン・ラーモア
声 - 石川英郎
インフェリア人 / 23歳
インフェリア王国衛兵長。生粋の貴族の坊ちゃん育ちで、何かと平民に対しては見下しがちの態度をとっている。だが、実戦経験は皆無、訓練でワラしか斬ったことがないという。しかし王からは信頼されているようで、物語終盤では、インフェリア側の全権大使としてセレスティアとの交渉を任される。
アレンデに好意を抱き彼女を慕っている。レイシスを恋敵として見ているが、全く相手にされない。
『ファンダム Vol.1』に彼のフェイスチャットが登場している。
アイラ
声 - 米本千珠
セレスティア人 / 26歳 / 身長164cm / 体重49kg
自由軍シルエシカの副官。17歳のとき、フォッグに命を救われる。その後、命の恩人に尽くすために独学で勉強し、シルエシカに入団（フォッグはアイラを助けたことをまるで覚えていない）。現在はフォッグの参謀を務め、すべての頭脳労働・事務仕事を一手に引き受けるほか、フォッグのボキャブラリー不足を補うなど、シルエシカには欠かせない存在。
フォッグに恋心を抱いているが、彼が愛しているのは行方不明の妻であり、既婚ということを理解しているので表に出さない。しかし、ときたまフォッグの豪快さに呆れるときがある。似たような境遇のロエンと妙な連帯感が生まれるシーンも。
『テイルズ オブ ファンダム Vol.1』に彼女のフェイスチャットが登場している。
アレンデ
声 - 柿沼紫乃（ドラマCD）
インフェリア人 / 16歳 / 身長160cm / 体重44kg
インフェリア王国王女。インフェリア王国国王グルノーレII世と王妃セルディアの1人娘。元老騎士レイシスを慕っている。初登場時には政治にも情勢にも疎い箱入りの姫だったが、レイシスの死後には彼の遺志を汲み取り王女としての責任感に目覚めた。レイシスとは異母兄妹だが、彼女の母セルディアがそのことを隠しているため彼女はその事実を知らない。
ニコラ・マゼット
声 - 坂口哲夫（ドラマCD）
インフェリア人
メルニクス語の権威の博士。キールの恩師。元はミンツ大学の教授だったが、現在は大学を去りモルルで暮らしている。キールのミンツ大学飛び級は彼の口添えによるもので、キールの長所・短所ともに熟知している良き理解者。
メルディの言葉を更に詳しく理解するためにキール達は彼の元を訪れ、オージェのピアスを貰う。また、キールに「不可知なるものを学べ」と諭し、本などから得られる知識だけでなく自分の目で世界を見る事が大切だと教えた。
クラウディオ・ゾシモス
声 - 矢田耕司（ドラマCD）
インフェリア人 / 69歳
王立天文台長。先代の国王の時代から王家に使えてきた晶霊学者であり、地表からオルバース界面の距離の測定に成功した人物。優秀な学者ではあるが、学問も政治に準ずるものと思い、王の発言（グランドフォールがセレスティア人の陰謀である、など）が真実とは違うと知っていても否定はしなかった。
後にリバヴィウス鉱を使いサグラと協力してリッドの武器「ラストフェンサー」を作成する。以降のテイルズ オブ シリーズにも最強クラスの剣として度々登場する。
サグラ
声 - 田中大文（ドラマCD）
セレスティア人 / 43歳
アイメンの武器職人。妻ブレンダと弟子ハミルトと共に武器屋を経営している。メルディとは家族同然の付き合いで可愛がっている。後にヒアデスによってアイメンは壊滅するが彼は生き残り、もっと強い武器が自分に作れれば皆を守れたかもしれないと悔やむ。同じ生き残りであるボンズの面倒を見ながらアイメンの復興に力を注ぐ。
リシテア
セレスティア人 / 35歳
フォッグの妻。現在は放浪の画家としてセレスティア各地をまわっている。フォッグがパーティにいると会うことは出来ない。幼馴染であり、フォッグとは親友だったヴァンスの供養の為に絵を描いている。
カムラン
声 - 麻生智久 / 掛川裕彦（ドラマCD）
インフェリア人
ラシュアンの村長。ファラ達が“ラシュアンの惨劇”の原因だと思っており、煙たく思っている。ヒアデスに家を襲撃された際に腰を痛めてしまったが、サブイベントで腰痛に効く薬「ホウテイバンリ」を渡し、わだかまりが解ける。
ノリス・エルステッド
声 - 高塚正也（ドラマCD）
インフェリア人
ファラの父親。10年前はラシュアン村の村長だった。
魔物が封印されているというレグルスの丘に遊びに行ったファラ達を探しに行き、封印がしっかり施されているか確認しに行くが、その際にネレイドに体を乗っ取られてしまう。
結果、モンスター化してしまい“ラシュアンの惨劇”を引き起こした。36歳没。
ビッツ・ハーシェル
声 - 掛川裕彦（ドラマCD）
インフェリア人
リッドの父親。バリルとロナとは幼馴染。スキットの「チビとノッポとヒメの恋物語」でチビとは彼の事である。“ラシュアンの惨劇”により死亡。36歳没。
ギズロ・ツァイベル
インフェリア人
キールの父親。妻はラミナ・ツァイベル。“ラシュアンの惨劇”のあと一家揃ってミンツに移り住む。スキットにて本編中でも存命であることが明かされているが両者揃って未登場である。
ロナ・ウィンディア
インフェリア人
レイスの母親。出身はラシュアンで、王都に上京しラシュアン染めを広めた人物。バリルとビッツとは幼馴染。後にインフェリア王との間にレイスをもうけた際に、王からフォーマルハウト夫人の称号を与えられ後宮に移り住む。しかし、それによって王との夫婦仲が悪くなったと王妃セルディアに詰め寄られ、服毒自殺をしてしまう。スキットの「チビとノッポとヒメの恋物語」でヒメとは彼女の事である。
フランコ・メディウス
インフェリア人
ファラの通っていたレグルス道場の師範。リッドの剣術の腕を見抜き、道場に勧誘しているが断られている。ビストロ・シャンバールにゲストで出演し、グラタンをオーダーする。
ベッポ
バロールの町に住む少年で、窃盗の常習犯。リッド一行が初めて街を訪れた際、現行犯として捕まりそうになっていたのを、ファラの勘違いを利用して逃亡。後のサブイベントで彼を捕まえれば更生させる事ができ、その後は道具屋「ヨシンバ」で働くようになる。
レグルス
インフェリア人
レグルス道場の創始者。2000年前、セイファートの使者により授かった力で自身を犠牲にし、ネレイドを封印した。彼を称え、ネレイドの封印された地をレグルスの丘と呼ぶようになった。ところが、徐々に封印は解け、やがてネレイドに体を乗っ取られてしまう。隠しダンジョンの「ネレイドの迷宮」最深部で隠しボスとして待ち構える。
レグルス（ネレイド）は他の敵と違いプレイヤーのレベルに合わせて強くなるため、レベルを上げすぎると倒すのが厳しくなる。
アイフリード
セレスティア人
テイルズ オブ シリーズにたびたび登場する大海賊。今作ではチャットの先祖。妻はインフェリア人のロザニア（スキットの天女伝説は彼女を指している模様）。ロザニアとは世界をも越えた大恋愛の末に結婚。バンエルティア号は彼の愛艦で、この船を駆り世界中を荒らしまわり数多の伝説を残したという。チャットが受け継いだ時点のバンエルティア号は水上走行しか出来ない状態だったが、これはアイフリードが自分の後継者に試練を乗り越え自力で改造パーツを探し出してみせろというメッセージでもあった。

### 神
セイファート (Seyfert)
物質世界を創造した神。インフェリアでは英雄として崇められているのに対し、ネレイドの影響下にあるセレスティアでは畏怖の対象となっている。セイファートリングを用いて空間を閉鎖して極光戦争を終わらせると共に現在のエターニアを形成した人物である。
ネレイド (Nereid)
声 - 青野武（原作）、南央美（ドラマCD）
非物質世界（バテンカイトス）の神。本作の黒幕で、真のラストボス。かつての文明を崩壊させた極光戦争も発端はネレイドの暗躍によるものとされているが、定かではない。その戦争の折、セイファートの使者であるレグルスによって、後にレグルスの丘と呼ばれる丘陵地の地下深くに封印された。その封印が解けてしまったことが“ラシュアンの惨劇”の直接の原因である。封印が解けシゼルを支配すると、今度は闇の極光術の完成と非物質世界のバテンカイトスへの回帰の為にグランドフォールを画策する。シゼルを狂わせた元凶だが、精神世界の存在なので常に他人に取り憑き行動して殺害することも出来ない。インフェリアでは邪神だが、セレスティアでは弾圧に対して立ち上がり、人々に自由をもたらしたとされている。
ラストボス戦ではシゼルに取り憑き戦闘し、シゼルとの3回目の戦闘で姿を現わす。隠しダンジョン「ネレイドの迷宮」の最深部ではセイファートの使者であった「レグルス」に取り憑き、隠しボスとして登場。
本編のその後を描いた小説版でもラストボスとして登場し、最後はリッドによって止めを刺され敗北した。

### ゲストキャラクター

#### テイルズ オブ ファンタジア
クレス・アルベイン
闘技場で勝ち進むと現れて、リッドと勝負をする。勝利すると、彼が持っていたエターナルソードを貰うことができる。
ミント・アドネード
戦闘中、ゲームクリアしたデータ（星がついている状態）でレイズデッドを使うと、背景に登場する。
チェスター・バークライト
闘技場でクレスを応援しているほか、ファラが時を超える物語を語る際に、仲のいい親友として登場する。
クラース・F・レスター
ミンツ大学の中級クイズで出題者として登場する。
アーチェ・クライン
闘技場でクレスと戦う際、難易度をハード以上にするとクレスと一緒に登場する（ただし戦闘画面のみ。クレス乱入の一連のイベントには影も形も存在しておらず、セリフは一切ない）。戦闘に勝つと「アーチェのリボン」を手に入れることができる。
特定条件下でシューティングスターを使うと、唱えた本人がアーチェに変身し、数秒間アーチェを操作して攻撃する。
また、アーチェ本人ではないが、メルディが語るセレスティア七大秘宝の中で、アーチェが使っていたデッキブラシのこと、ファラの時を超える物語でアーチェの料理の不味さを語られるなど、間接的にも出演している。
トリスタン
クレスの師匠。闘技場の前で弟子（クレスの事）の為にグリップソードを探している。このイベントでもらえるエタポケ1のクリアデータをアップロードすると、リッドの称号「アルベインのけんし」がもらえる。

#### テイルズ オブ デスティニー
スタン・エルロン
イベントアイテムのS・Dを所持してデスティニーを発動すると登場し、獅吼爆炎陣を使う。チャットの小屋の仕掛けでスタン、ルーティ、フィリアの肖像画がある。
ルーティ・カトレット
デスティニー発動時、スタンの後に続けて登場し、スナイプエアを使う。唯一台詞がない。ペイルティの登山道具屋に彼女のコスチュームがあり、ファラに着せる事ができる。
フィリア・フィリス
デスティニー発動時、ルーティの後に続けて登場し、フィリアボムを使う。
ウッドロウ・ケルヴィン
デスティニー発動時、フィリアの後に続けて登場し、断空剣を使う。また、ペイルティの宿屋にメルニクス語で「ファンダリア」と書かれた本が置いてある。
リオン・マグナス
デスティニー発動時、ウッドロウの後に続けて登場し、魔人闇を使う。召喚時の演出の中で彼だけがカットインなどで優遇されている。また、ファラがスキット内で語る物語、もの言う剣でも登場する。
ソーディアン・ディムロス
イベントアイテムS・Dとして登場。
ソーディアン・クレメンテ
ミンツ大学の上級クイズで出題者として登場する。ソーディアンマスターでもないリッドたちに語りかけることができ、浮遊して自由に動くことまでできる。
リリス・エルロン
スタンの妹。ビストロシャンバールの料理対決にて、ファラの対戦相手「味マスター」として登場。
チェルシー・トーン
ミンツ大学の初級クイズで出題者として登場する。
マイティ・コングマン
セレスティアのティンシアにある回転寿司屋で大食い勝負を持ちかける。
イレーヌ・レンブラント
インフェリアのシャンバールとセレスティアのティンシアに現れ、リッド達が集めたレンズの数に応じてアイテムと交換してくれる。

#### その他
ワルキューレ
『ワルキューレの伝説』からの登場。隠しダンジョン「きらめきの塔」の最上階に住んでおり、塔を登ってきたリッドに1対1で勝負を仕掛ける。
ゼクンドゥス
声 - 塩沢兼人
時を司る高位晶霊。本編で唯一戦わずして契約のできる大晶霊でもある。オリジナルキャラクターではあるが、容姿は『テイルズ オブ ファンタジア』のダオスと瓜二つ。使用する技や特徴もダオスを彷彿とさせるものが多い。特定の条件下でインディグネイションを使うと、『テイルズ オブ ファンタジア』のオープニングイベントを再現し、術者のカットインが入る。ゼクンドゥスの声はPS版『テイルズ オブ ファンタジア』のダオスの声を使用している。その為、一部の技（主に本作で追加された技）には声が付いていない。
召喚術では時の流れを止めて敵全体にダメージを与える。

#### 漆黒の翼
セレスティアのジイニで3人の会話を聞いた後、インフェリア各地に出現する。アニメ版にも登場する。キャストはアニメ版のもの。
漆黒の翼はシリーズ作品にたびたび登場する3人組。作品ごとに名前や設定も異なる別人だが、本作の漆黒の翼は名前や担当声優など『テイルズ オブ デスティニー』の漆黒の翼と類似点がある。
グリッド
声 - 置鮎龍太郎
自称黒竜王。『テイルズ オブ デスティニー』の音速の貴公子グリッドとほぼ同じ性格を持つ。
ジョン
声 - 石川英郎
自称黒豹。『テイルズ オブ デスティニー』の大食らいのジョンと同様にグリッドを慕っている。
ミリー
声 - 宇和川恵美
自称黒薔薇。『テイルズ オブ デスティニー』の疾風のミリーとは違い、グリッドを慕っている。

## 名称の由来
本作は、天文学や天文学者に絡む名称が多く登場する。本項では、「テイルズ オブ エターニア オフィシャルガイドブック ISBN 4-7577-0325-2」の「人名・用語辞典」の「人名【設定】」の項に表記されているもののみ列挙する。
- リッド・ハーシェル=ウィリアム・ハーシェル
- ファラ・エルステッド=ハンス・クリスティアン・エルステッド
- ゾシモス、リバヴィウス=共に実在した錬金術師の名前
- セイファート=セイファート銀河
- ネレイド=海王星の衛星ネレイド

## 主題歌
オープニングテーマ「flying」
歌 - GARNET CROW
エンディングテーマ
「eighteen」（PS版）
歌 - New Cinema 蜥蜴
「flying（インストゥルメンタル）」（PSP版）

## PlayStation Portable版
2005年3月3日にPlayStation Portableに移植された。PSP用にグラフィックはリファインされ、以下に挙げる点が変わったほかはPS版とほぼ同じ。
- エタポケがなくなった（エタポケがもらえるはずだったイベントではアイテムを獲得）。
- リッドの称号「ダンシンスター」がなくなった。エタポケ関連の称号も一部消失。
- ソフトの容量が上がったことにより、PS版では削られていたバンエルティア号のパワーアップシーンなど、一部ムービー追加。
- すし屋のミニゲームで必ず勝つ、1周目でセレスティア七大秘宝の一部を取得すると2周目で取得できなくなるなどのバグが修正されている。
- エンディングテーマが「eighteen」から「flying（インストゥルメンタル）」へ変更された。

## 英語版
本作の英語版は『Tales of Destiny II』として発売されており、日本で言う『テイルズ オブ デスティニー2』は発売されていない（韓国は同じ名前でローカライズ版が発売されている）。

## スタッフ
- キャラクターデザイン - いのまたむつみ
- ストーリー原作・監督 - 豊田淳
- グラフィック - 沢田石靖之
- マップ - 沢田石亜紀
- ムービー - 小泉和弘
- 脚本 - 名取佐和子
- 音楽 - 桜庭統・田村信二
- アニメーション - Production I.G

## 評価
PS版は50万本以上を販売したタイトルに贈られるPlayStation Awards GOLD PRIZEを受賞した。

## 関連作品

### テレビアニメ
題名を『テイルズ オブ エターニア THE ANIMATION』として、2001年1月 - 3月、WOWOWでテレビ放送された。その後TOKYO MX.テレビでも放送された。オープニングおよびエンディングテーマはゲーム版とは異なる。コリーナやマローネなどのオリジナルキャラクターも登場するが、セレスティアに渡る前の話となっている為、チャットやフォッグと言ったセレスティアに行ってから合流するメンバーは登場しない。

### 漫画
テイルズ オブ エターニア
『月刊ガンガンWING』で連載。全9巻。作画は小池陽子。
ストーリーはゲーム版とほぼ同じ。
1. ISBN 4-7575-0624-4
2. ISBN 4-7575-0741-0
3. ISBN 4-7575-0864-6
4. ISBN 4-7575-0994-4
5. ISBN 4-7575-1129-9
6. ISBN 4-7575-1237-6
7. ISBN 4-7575-1373-9
8. ISBN 4-7575-1533-2
9. ISBN 4-7575-1689-4

この他、エニックスから4コマ漫画とアンソロジーコミックが6巻ずつ、エンターブレインからアンソロジーコミックが2巻、一迅社からアンソロジーコミックが1巻刊行されている。

### 小説
テイルズ オブ エターニア 永遠のきざはし（ときのきざはし）
（以下、『キールの希望』まで）著者は矢島さら。ファミ通文庫より刊行。ゲーム本編を小説化した作品。
1. ISBN 4-7577-0259-0
2. ISBN 4-7577-0277-9
3. ISBN 4-7577-0310-4

テイルズ オブ エターニア 蒼天の星
キールがリッドらと別れ王立天文台に残った後、リッドらと合流するまでのエピソードを描いた番外編。
- 上 ISBN 4-7577-0368-6
- 下 ISBN 4-7577-0449-6

テイルズ オブ エターニア 暁の約束
ゲーム本編のエンディング後を描いた番外編。『蒼天の星』のオリジナルキャラクター達も登場する。
- 上 ISBN 4-7577-0685-5
- 下 ISBN 4-7577-0756-8

テイルズ オブ エターニア リッドのとかげ
『暁の約束』後のエピソードを交え、ラシュアンの幼馴染三人組やメルディの過去、オリジナルキャラクター・ルシルのエピソードを描いた番外編。
- ISBN 4-7577-0959-5

テイルズ オブ エターニア キールの希望（ゆめ）
『リッドのとかげ』後のエピソードを描いた番外編。
- ISBN 4-7577-1157-3

テイルズ オブ エターニア 外伝 聖（セント）エルモの灯
電撃文庫より刊行。著者は祭紀りゅーじ、イラストは橋本正枝。アイフリードとその仲間たちの冒険を描く番外編。
- 2001年3月25日発行、ISBN 4-8402-1758-0

### ドラマCD
- テイルズ オブ エターニア -LEVEL ONE-（2000年11月18日発売）
- テイルズ オブ エターニア -LEVEL TWO-（2000年12月16日発売）
- テイルズ オブ エターニア -LEVEL THREE-（2001年1月27日発売）
- テイルズ オブ エターニア -LEVEL FOUR-（2001年2月24日発売）
- テイルズ オブ エターニア -LEVEL FINAL-（2001年3月24日発売）
- テイルズ オブ エターニア Labyrinth 〜forget-me-not〜 上巻（2002年1月26日発売）
- テイルズ オブ エターニア Labyrinth 〜forget-me-not〜 下巻（2002年2月23日発売）

## 関連商品

### 書籍
- テイルズ オブ エターニア オフィシャルガイドブック ISBN 4-7577-0325-2
- ナムコ公式ガイドブック テイルズ オブ エターニア（書店扱い無し）

### サウンドトラック
- テイルズ・オブ・エターニア オリジナルサウンドトラック（2001年3月16日発売）
- テイルズ・オブ・エターニア リマスター・オーディオ（2001年4月4日発売）
  - どちらもゲーム本編で流れる曲とは違うアレンジの曲が収録されている。

### WINDOWSソフト
- テイルズ オブ エターニア デスクトップアクセサリーズ

## 他のシリーズ作品との関連
テイルズ オブ ファンダム Vol.1（2002年1月31日発売）
シリーズキャラクター共演作品。パーティキャラクター7人などが登場。
テイルズ オブ ザ ワールド なりきりダンジョン2（2002年10月25日発売）
シリーズキャラクター共演作品。パーティキャラクター7人がプレイヤーキャラクターとして、セルシウスが敵キャラクターとして登場。また、この8人のなりきり服が登場。
テイルズ オブ シンフォニア（2003年8月29日発売）
ファラ、メルディ、クィッキーが『テイルズ オブ デスティニー』のウッドロウとともに闘技場に登場。（後に発売するテイルズ オブ シンフォニア ユニゾナントパックでも同様に登場。）
テイルズ オブ ザ ワールド なりきりダンジョン3（2005年1月6日発売）
シリーズキャラクター共演作品。パーティキャラクター7人がプレイヤーキャラクターとして、セルシウスとシゼルが敵キャラクターとして登場。また、この9人のなりきり服が登場。
テイルズ オブ ジ アビス（2005年12月15日発売）
リッドが闘技場の団体戦・エキシビジョンマッチにて『テイルズ オブ ファンタジア』のミント、『テイルズ オブ デスティニー』のフィリア、『テイルズ オブ デスティニー2』のナナリーとパーティを組んで登場。また、「ナム孤島」にメルディの衣装（ファラのお古のピンクのワンピース）があり、チャットの人形が登場。
テイルズ オブ ザ ワールド レディアント マイソロジー（2006年12月21日発売）
シリーズキャラクター共演作品。リッドがプレイヤーキャラクターとして登場。
テイルズ オブ ヴェスペリア（2008年8月7日発売）
シゼルが闘技場に「哀しき闇の女王」の名で登場。
テイルズ オブ ハーツ（2008年12月18日発売）
貴重品「少年猟師の変な手甲」を入手するとリッドを援護キャラクターとして呼び出せる。呼び出すと「極光壁」を使用する。
テイルズ オブ ザ ワールド レディアント マイソロジー2（2009年1月29日発売）
シリーズキャラクター共演作品。リッド、ファラ、キール、チャット、セルシウスがプレイヤーキャラクターとして、バンエルティア号が拠点として登場。
テイルズ オブ バーサス（2009年8月6日発売）
シリーズキャラクター共演作品。ファラがプレイヤーキャラクターとして登場。ミニゲーム「テイルズ オブ ウォールブレイカー」ではリッド、ファラ、チャット、フォッグ、セルシウス、レイスがプレイヤーキャラクターとして登場。
テイルズ オブ ザ ワールド レディアント マイソロジー3（2011年2月10日発売）
シリーズキャラクター共演作品。リッド、ファラ、キール、メルディ、チャット、セルシウスがプレイヤーキャラクターとして、クィッキーがノンプレイヤーキャラクターとして、バンエルティア号が拠点として登場。
テイルズ オブ エクシリア（2011年9月8日発売）
ファラの衣装がレイアのコスチュームとして登場。
テイルズ オブ イノセンス R（2012年1月26日発売）
チャットの衣装がエルマーナのコスチュームとして登場。
テイルズ オブ ザ ヒーローズ ツインブレイヴ（2012年2月23日発売）
シリーズキャラクター共演作品。リッドとファラがプレイヤーキャラクターとして登場。
テイルズ オブ ザ ワールド タクティクス ユニオン（2012年7月2日配信）、テイルズ オブ ザ ワールド レーヴ ユナイティア（2014年10月23日発売）
シリーズキャラクター共演作品。『タクティクス ユニオン』ではメルディ、『レーヴ ユナイティア』ではさらにリッドがプレイヤーキャラクターとして登場。
テイルズ オブ ザ レイズ（2017年2月28日配信）
シリーズキャラクター共演作品。リッド、ファラ、キール、メルディ、チャット、フォッグ、レイス、セルシウス、シゼル、クィッキー、マゼット博士、ベッポが登場。